# 愛須一史
愛須 一史（あいす かずふみ）は、日本の弁護士。札幌弁護士会会長、北海道弁護士会連合会理事長、日本弁護士連合会副会長等を歴任した。

## 人物・経歴
北海道出身。北海道大学法学部卒業。2008年札幌弁護士会副会長。2012年北海道弁護士会連合会常務理事。2016年札幌弁護士会会長。2017年北海道弁護士会連合会理事長。2019年から日本弁護士連合会副会長を務め、知的財産、組織内弁護士施策、綜合法律支援本部などを担当した。